# Kokkolan Palloveikot
Kokkolan Palloveikot, někdy zkráceně nazývaný KPV, je finský fotbalový klub z města Kokkola. Založen byl roku 1930 a zlatou éru prožíval především v 60. a 70. letech 20. století. Jednou se stal mistrem Finska (1969), jednou skončil ve finské lize druhý (1973) a třikrát třetí (1971, 1975, 2005). Ve finském poháru se dvakrát probojoval do finále (1982, 2006). V evropských pohárech nastoupil dvakrát, v Poháru mistrů evropských zemí 1970/71 vypadl v 1. kole se Celticem Glasgow a v Poháru UEFA 1974/75 rovněž v 1. kole s 1. FC Köln. Město Kokkola je dvoujazyčné, KPV je klubem finsky mluvící části, městský rival GBK (Gamlakarleby Bollklubb) švédsky mluvící.